# Normanni

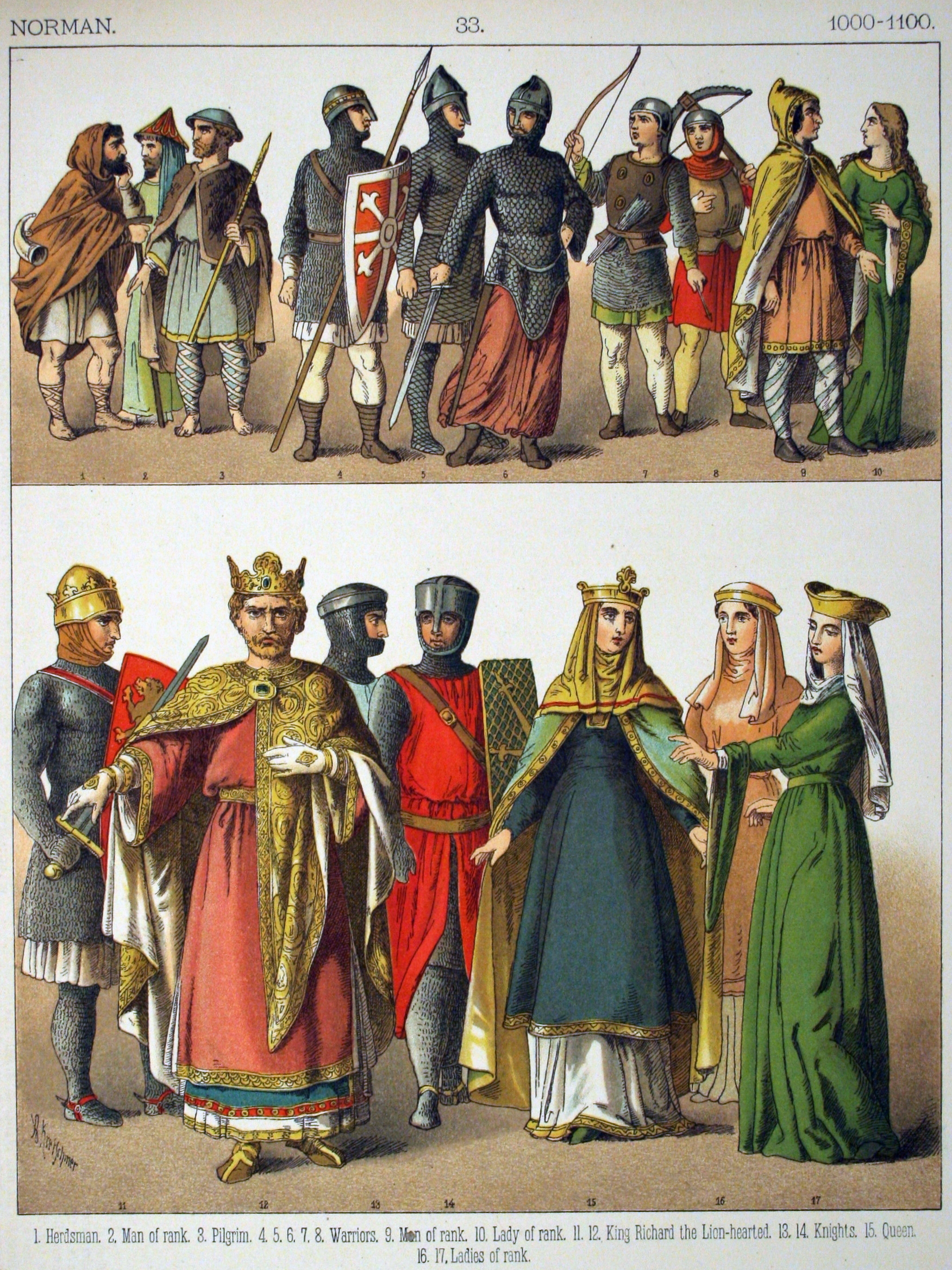
Normanni, XI-XII secolo

I Normanni (da Nordmanni o Nordmaenner, ossia "Uomini del Nord") erano un popolo norreno che si stanziò in Neustria, regione nel nord-ovest della Francia, agli inizi del X secolo.
Originari dei territori scandinavi, principalmente dalla Danimarca e Norvegia, dopo varie scorrerie su suolo francese decisero di giurare fedeltà al re Carlo III in cambio di una vasta superficie territoriale nel nord del Regno dei Franchi Occidentali.

## Etimologia
Il termine Normanni deriva dalle parole francesi Normans/Normanz, plurale di Normant (francese moderno Normand), che è a sua volta preso in prestito dal basso francone antico Nortmann (lett. "uomo del nord") o direttamente dal norreno Norðmaðr, dall'analogo significato.
La prima occorrenza di Nortmannus è nel Codice Sangermanense quale probabile latinizzazione di Norðmaðr.
Tra VIII e XI secolo il sostantivo Nortmannus e gli aggettivi connessi vennero usati non solo in Francia, ma anche in Inghilterra per indicare i popoli di tutta la Scandinavia. Tale termine divenne molto noto grazie alla preghiera attribuita, anche se con alcune incertezze, ai monaci dei monasteri depredati dai razziatori vichinghi nei secoli VIII e IX, che recitava: «Dio ci salvi dal furore normanno».
L'inglese Cronaca anglosassone distingue tra i vichinghi norvegesi pagani, stanziati a Dublino, nominandoli Norðmannum, e i vichinghi danesi cristianizzati stanziati nel Danelaw, nominandoli Dæne (lett. "Dani"). Analoga distinzione è presente nelle memorie di Edmondo I d'Inghilterra sui vichinghi del regno di Jórvík da lui sconfitti nel 942.
Tuttavia, il termine normanni fu successivamente usato in modo pressoché esclusivo per qualificare gli stanziamenti in Neustria, nel nord della Francia, a causa dei quali fu ridenominata Normandia.

## Storia

### Origini
La nativa cultura norrena, come quella di molti altri popoli migratori, era particolarmente versatile e aperta al nuovo: per un certo periodo, questa caratteristica li portò a occupare territori europei tra loro eterogenei. Dopo l'insediamento in Normandia con Rollone nel 910, nell'XI secolo si riversarono nell'Italia meridionale (1017 circa) e in Inghilterra (1066, nonostante diversi attacchi precedenti e la fondazione del Danelaw da parte dei Vichinghi). Nel Sud Italia diedero luogo alla fondazione della Contea di Puglia con gli Altavilla e nel 1130 al Regno di Sicilia.

### Normanni in Normandia

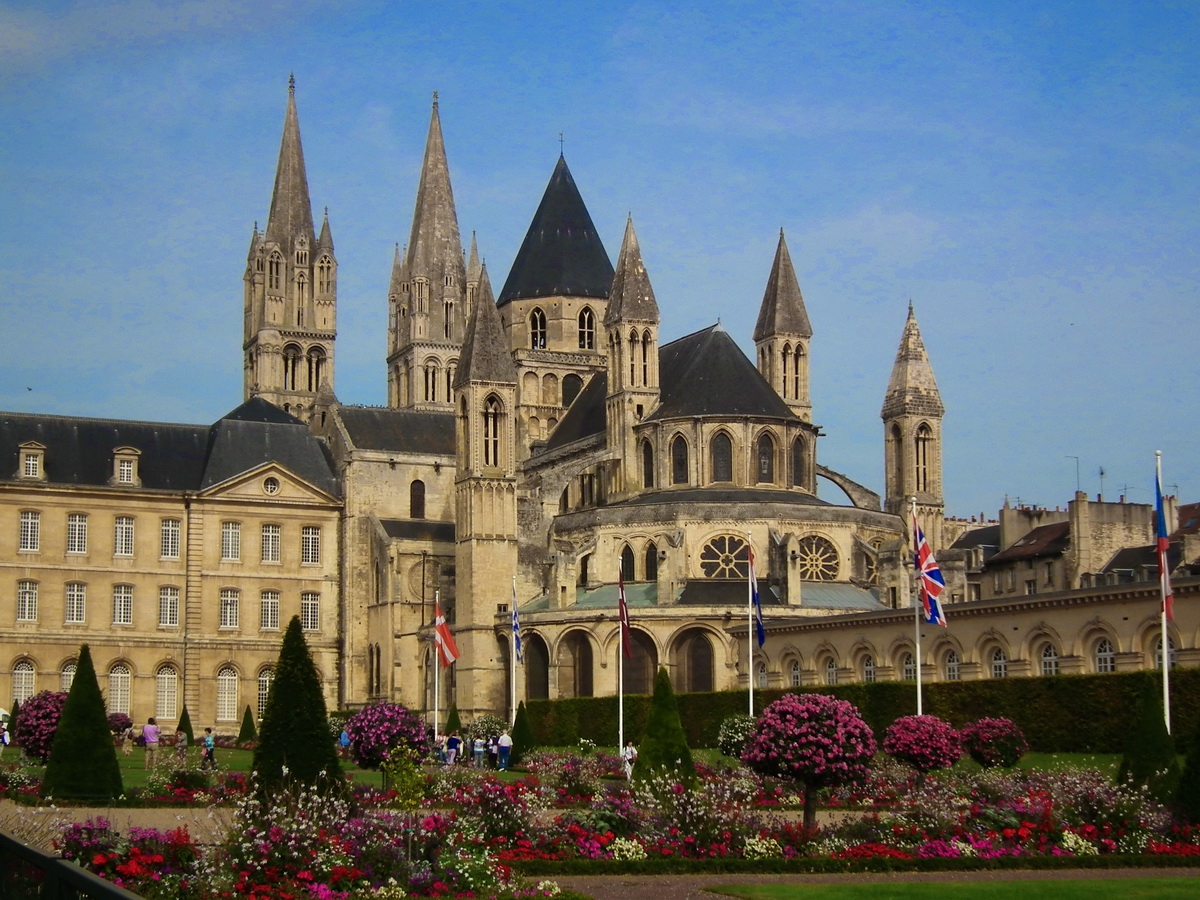
La Chiesa di Santo Stefano a Caen.

I Norreni passarono a occupare l'odierna Normandia (regione della Francia settentrionale che da essi prese il nome) a partire dall'ultimo quarto del IX secolo. Nel 911, Carlo III il Semplice, re dei Franchi Occidentali, concesse, grazie al trattato di Saint-Clair-sur-Epte, agli invasori una piccola porzione di territorio lungo il basso corso del fiume Senna, che andò poi espandendosi, diventando il ducato di Normandia. Gli invasori erano guidati dal principe Hrolf, latinizzato in Rollone, che strinse un'alleanza con Carlo.
Oltre a sostituirsi alla precedente classe aristocratica e guerriera, una rilevante parte dei Normanni si dedicò all'agricoltura, adottò la religione cristiana e la lingua galloromanza, in un rapido processo di etnogenesi dando così vita in alcune generazioni a una nuova identità culturale, fondendosi con la popolazione locale della Neustria.
Geograficamente, la Normandia corrispondeva alla vecchia provincia ecclesiastica di Rouen o Neustria. Non aveva frontiere naturali e precedentemente fu una semplice unità amministrativa. Nell'XI secolo la posizione degli invasori in Normandia era ormai consolidata. Via via (sia in Normandia sia in Inghilterra) assimilarono anche il sistema feudale francese.
La classe guerriera normanna era diversa dalla vecchia aristocrazia francese. Molte delle famiglie di quest'ultima si facevano tradizionalmente risalire ai Carolingi, mentre i Normanni avrebbero raramente potuto vantare antenati antecedenti all'XI secolo. La maggior parte dei cavalieri rimase povera e senza terra e per questo molti dei loro guerrieri divennero combattenti di professione al fine di procacciarsi ricchezze e terre.

### Normanni in Inghilterra

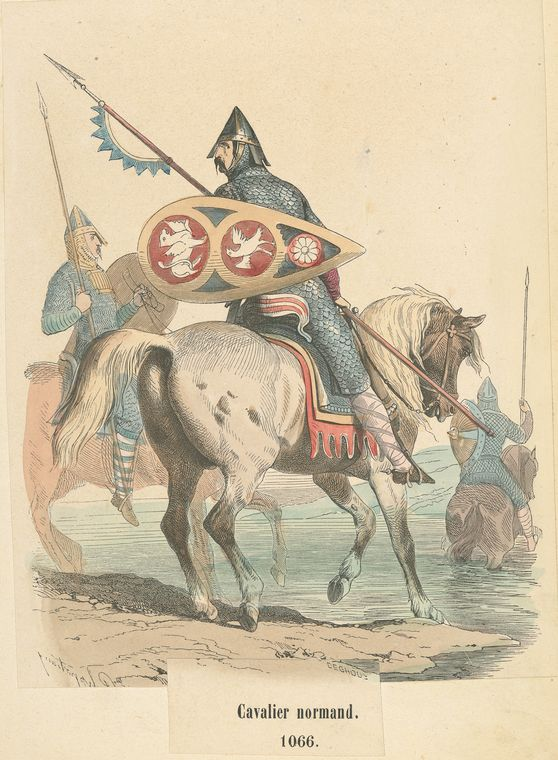
Cavalieri normanni della battaglia di Hastings

I Norreni erano in contatto con l'Inghilterra già da lungo tempo. I relativi guerrieri vichinghi avevano più volte devastato non solo i litorali inglesi, ma anche la maggior parte dei più importanti porti di fronte all'Inghilterra al di qua della Manica.
Riuscirono a imporre la loro egemonia su vari regni inglesi, con l'eccezione del regno sassone del Wessex nel quale il re Alfredo il Grande, (che regnò dall'871 all'898), seppe tener loro testa.
Emma, figlia del duca di Normandia Riccardo I, sposò il re inglese Etelredo II d'Inghilterra. Fu per questo che Etelredo fuggì in Normandia nel 1013, quando fu scacciato da Sven di Danimarca. La sua permanenza in Normandia (fino al 1016) influenzò lui e i figli avuti da Emma, che rimasero in Normandia dopo l'unificazione dell'Inghilterra da parte di Canuto il Grande.
Quando infine Edoardo il Confessore ritornò dal rifugio di suo padre nel 1041, su invito del fratellastro Canuto II d'Inghilterra, portò con sé l'educazione normanna ricevuta, molti consulenti e combattenti Normanni. Assoldò anche un piccolo numero di Normanni per addestrare e stabilire una forza militare di cavalleria inglese. Nominò Robert di Jumièges arcivescovo di Canterbury e Ralph il timido conte di Hereford. Invitò suo cognato Eustachio II di Boulogne alla sua corte nel 1051, cosa che provocò il più grande dei primi conflitti fra Sassoni e Normanni e portò all'esilio del conte del Wessex, Godwin.
Nel 1066 Edoardo morì senza discendenti, ma lasciò come suo erede il duca Guglielmo di Normandia. Costui attraversò la Manica per far valere i propri diritti, dando l'inizio alla conquista normanna dell'Inghilterra, con il rientro dei discendenti dei vecchi abitanti inglesi, ormai francesizzati. Nel frattempo l'aristocrazia inglese aveva però eletto re il più potente fra i suoi esponenti, Aroldo II, che regnò per qualche mese, fino a ottobre, quando fu ucciso nella celebre Battaglia di Hastings nel 1066 che decise le sorti dell'Inghilterra. Poco più di due mesi dopo Guglielmo, detto il Conquistatore, fu incoronato re dall'arcivescovo di York presso Westminster.
Dopo una tale drammatica ascesa al potere fu facile per Guglielmo rimodellare le strutture politiche e amministrative del regno escludendo dal potere le aristocrazie anglosassoni locali e rafforzando contemporaneamente la presenza normanna secondo il processo iniziato già da Edoardo il Confessore. Nei suoi 20 anni di regno Guglielmo trapiantò in Inghilterra il modello feudale francese (definito giogo normanno), retribuendo con feudi i servizi resigli dall'aristocrazia al suo seguito (ai suoi tempi vennero costruiti circa ottanta castelli). Dopo un iniziale periodo di risentimento e ribellione, i due popoli cominciarono a fondersi, mescolando lingue e tradizioni. Tra le sue iniziative ci fu anche nel 1086 la redazione del Grande Libro del Catasto d'Inghilterra, che intendeva censire i beni e le persone del territorio del regno. Questo censimento catastale, redatto in una lingua latina ricca di termini anglosassoni, è uno dei documenti dell'epoca più importanti a livello storico, sociale, economico e politico della zona.
I Normanni cominciarono a identificarsi con il nome di anglo-normanni, mentre la lingua anglonormanna fu ampiamente distinta dal "francese parigino", soggetto all'humor di Goffredo Chaucer. Alla fine questa distinzione scomparve quasi del tutto nel corso della Guerra dei Cento Anni, con l'aristocrazia anglonormanna che andò progressivamente definendosi con il termine di inglese, e la convergenza della lingua anglosassone e anglonormanna verso il medio inglese.

### Normanni in Galles

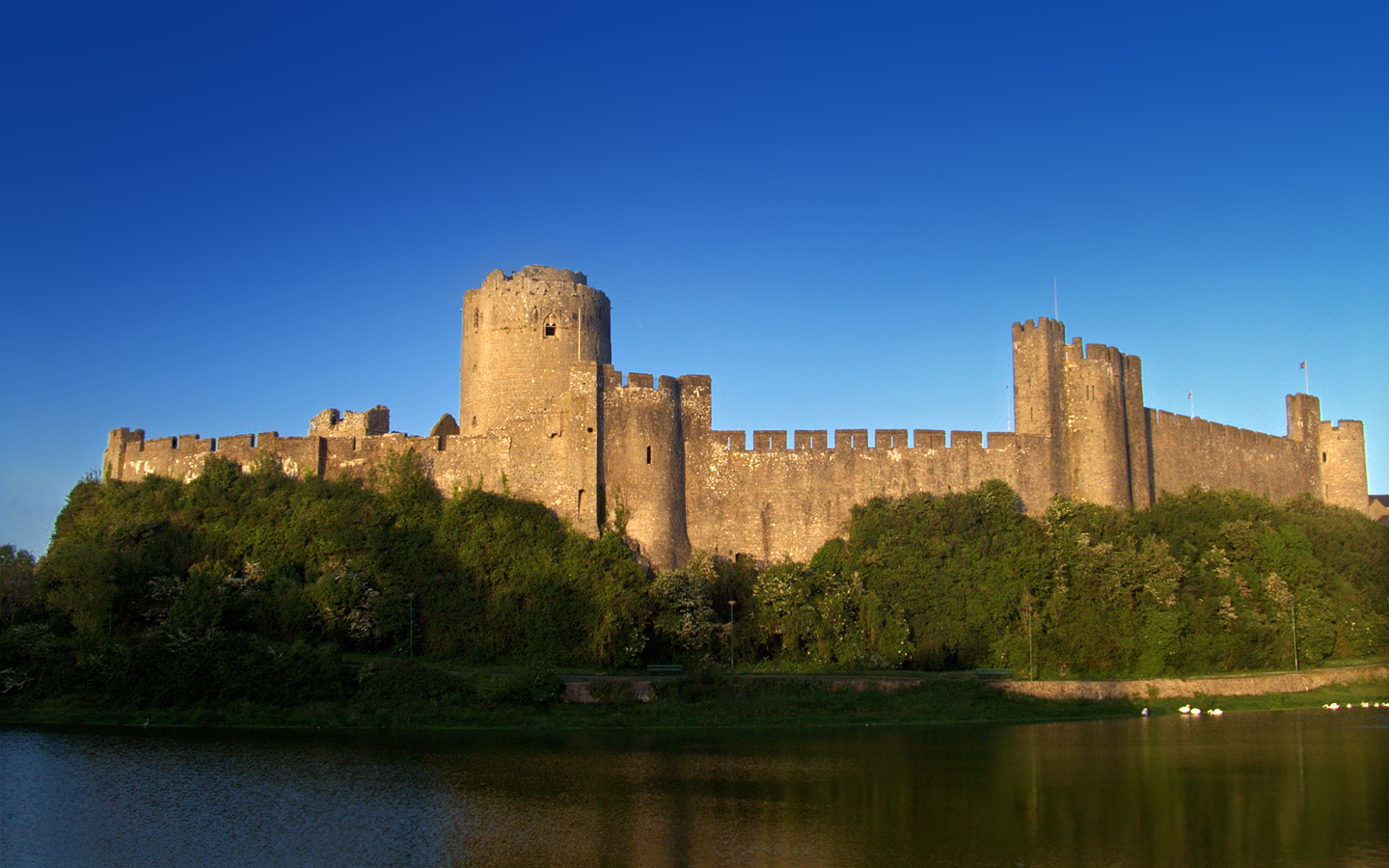
Il castello normanno di Pembroke (Galles meridionale)

I Normanni, sotto Robert Fitzhamon, signore di Gloucester, occuparono il Glamorgan (ca 1093). Nel 1167, Dermot, re del Leinster, cacciato dall'isola, fu rimesso sul trono dai Normanni del Galles comandati da Riccardo di Clare, conte di Pembroke.

### Normanni in Scozia
Uno dei rivali di Guglielmo il Conquistatore, Edgardo Atheling, alla fine si rifugiò in Scozia. Re Malcolm Canmore di Scozia sposò la sorella di Edgar, Margherita, ed entrò così in contrapposizione con il normanno, che stava già minacciando e mettendo in discussione la sicurezza dei confini scozzesi del sud. Guglielmo allora invase il regno nel 1072, giungendo fino al Firth of Tay, dove si incontrò con la sua flotta. Malcolm fece atto di sottomissione, pagò l'omaggio a Guglielmo e gli diede come ostaggio il figlio Duncan.
I Normanni penetrarono in Scozia, costruendo castelli e dando inizio a una serie di nobili famiglie da cui discesero alcuni futuri sovrani come Robert Bruce o i fondatori di clan scozzesi delle Highland. Re David I giocò un ruolo importante nell'introduzione dei Normanni e della cultura normanna in Scozia, avendo passato del tempo alla corte di Enrico I d'Inghilterra, che era sposato con la sorella di David, Matilde di Scozia. Il processo continuò sotto i successori di David. Il sistema feudale normanno fu applicato anche alle pianure scozzesi, mentre l'influenza sulla lingua degli scozzesi della pianura fu limitata.

### Normanni in Irlanda

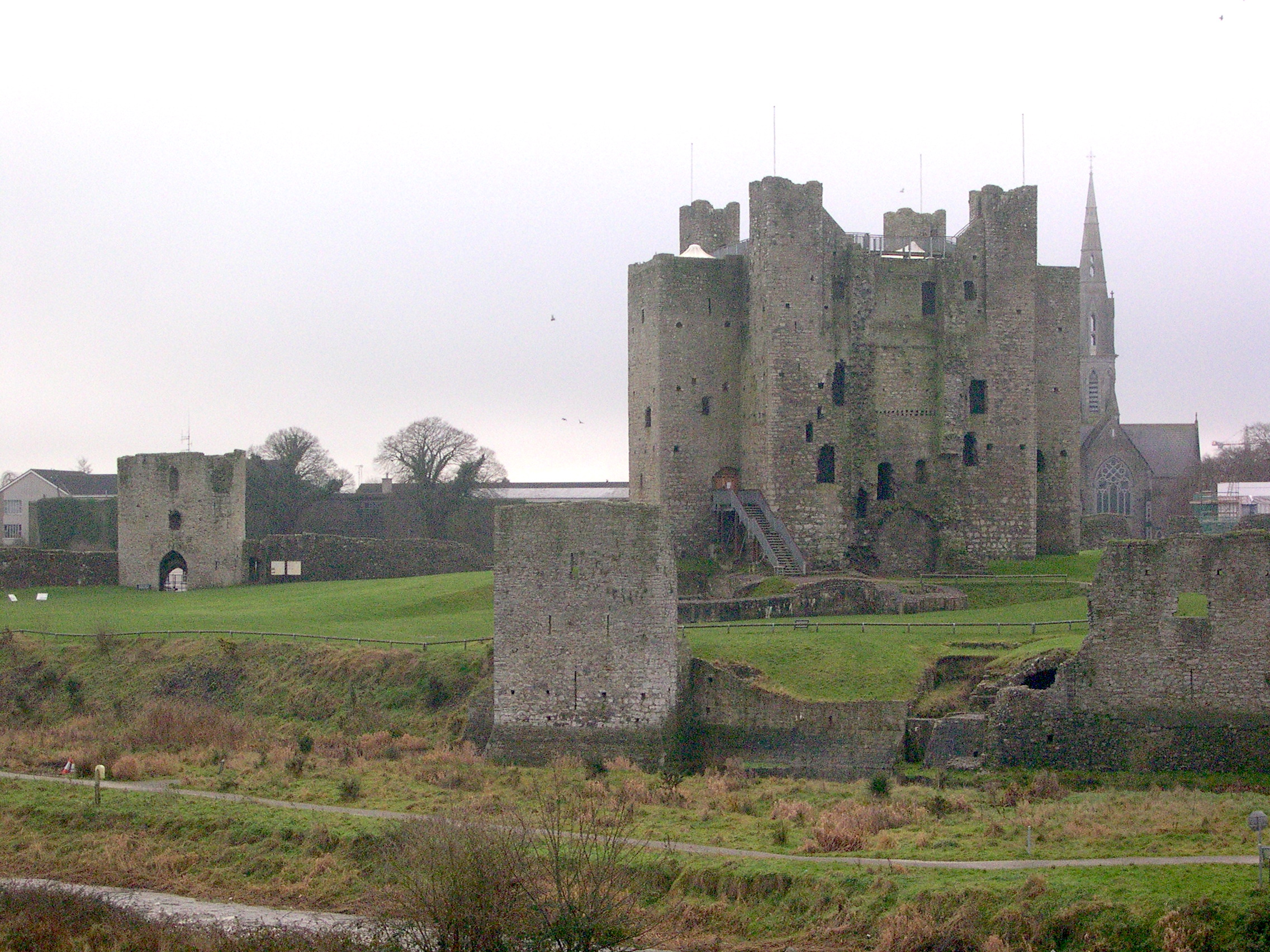
Rovine normanne del castello di Trim, Contea di Meath, Irlanda.

I Normanni s'insediarono nell'Irlanda durante il X secolo. Essi ebbero un effetto profondo sulla cultura, la storia e la composizione etnica (e anche sulla lingua) dell'Irlanda, con una fusione e una mescolanza molto rapida. I Normanni s'insediarono soprattutto nella parte orientale dell'isola verde, poi conosciuta come Pale, dove costruirono molti castelli e insediamenti, come quelli di Trim e di Dublino.

### Normanni in Italia

#### In Italia meridionale

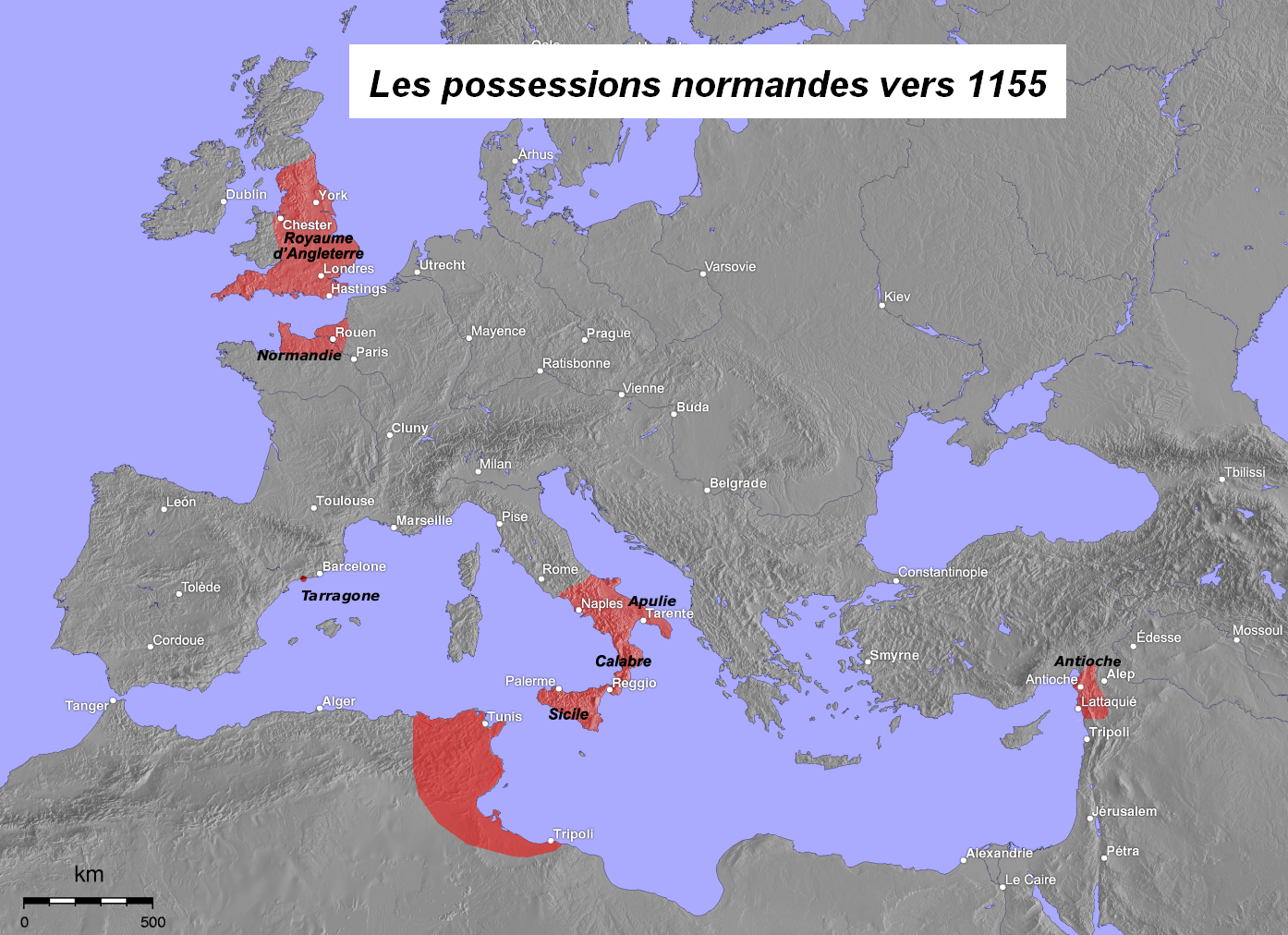
Principali territori normanni intorno al 1155

I Normanni si stabilirono con successo anche lontano dalla Normandia. Prima della conquista dell'Inghilterra, gruppi di Normanni si diressero verso il sud Italia (1000-1016), inizialmente prestando i loro servizi per vari compiti, come la protezione a pagamento dei pellegrini che si recavano o tornavano dal santuario di San Michele Arcangelo a Monte Sant'Angelo nel Gargano. Successivamente furono ingaggiati come mercenari nella difesa delle città costiere dagli attacchi dei Saraceni e soprattutto nelle ribellioni anti-bizantine in Puglia.
In particolare, un gruppo di Normanni con almeno cinque fratelli della famiglia Drengot combatté i Bizantini in Puglia sotto il comando di Melo di Bari. Dopo alcuni successi iniziali, i Normanni furono sconfitti a Canne nell'ottobre 1018. A quel punto Melo riparò a Bamberga, in Germania, dove morì nel 1022.
Invece molti Normanni, capeggiati da Gilberto Buatère, si stabilirono ad Ariano (allora sede di un'importante contea longobarda), ove nel giro di qualche anno riuscirono a usurpare il potere. Pertanto la contea di Ariano, riconosciuta formalmente proprio nel 1022 dall'imperatore Enrico II di Franconia, può essere considerata come il primo organismo politico posto in essere dai Normanni nell'Italia meridionale.
A capo dei Normanni in Italia era Rainulfo Drengot che, dopo aver ottenuto nel 1030 un palazzo-castello in prossimità della chiesa votiva di Sancte Paulum at Averze, fondò la cittadina di Aversa che divenne ben presto il punto di riferimento di tutti i Normanni che giungevano in Italia.
Melfi, capitale della contea di Puglia (caput Apuliae) fin dal 1043, fu sede di cinque concili tra il 1059 e il 1101. Durante il concilio indetto da Niccolò II nel 1059, Roberto il Guiscardo degli Altavilla strinse un patto con il pontefice (il concordato di Melfi), con cui si dichiarava formalmente suo vassallo, ottenendo in cambio i titoli (ancora solo nominali) di duca di Puglia (che comprendeva anche la Basilicata e parte della Campania) e di Calabria (che era però ancora in parte in mano ai Bizantini) oltre che conte di Sicilia (che però era ancora sotto il dominio arabo).
I Normanni riuscirono ben presto a scacciare dal Meridione la presenza bizantina con ripetute spedizioni che culminarono nel 1060 con la conquista a opera di Roberto il Guiscardo della città di Reggio Calabria, dove egli confermò il suo titolo di duca di Calabria.
In seguito gli Altavilla, avendo Roberto il titolo di duca di Puglia, scalzarono l'ultimo principe longobardo con la conquista di Salerno nel 1077, che divenne così la nuova capitale del ducato di Puglia e Calabria, mentre in Sicilia ancora si combatteva contro gli Arabi.
A nord i Normanni si spinsero fino agli Abruzzi e alla Marca Fermana.
La dominazione normanna contribuì all'unificazione territoriale dell'Abruzzo, collegandolo al Regno di Sicilia e alla sua organizzazione politica.
La loro influenza ebbe un impatto significativo sulla regione non solo politico/amministrativo ma anche culturale, visibile ancora oggi in castelli (Anversa, Rocca Calascio) e altre vestigia del loro dominio.

#### L'espansione nella Marca Fermana
Le prime scorrerie normanne nella Marca Fermana, tra il 1053 e il 1055, furono dettate da precisi motivi strategici: fronteggiare due possibili avversari, da una parte Guarnerio, marchese di Ancona e duca di Spoleto, spintosi nella Marca e oppressore di città e genti locali, dall'altra Goffredo il Barbuto che da Spoleto, congiungendosi a Guarnerio, avrebbe potuto aumentare le difficoltà dell'occupazione.
Nell'autunno del 1055, al momento d'abbandonare l'Italia, l'imperatore Enrico III concedeva al Papa il ducato di Spoleto e la marca di Fermo, definendo in tal modo i limiti che i Normanni non avrebbero dovuto oltrepassare. Il nuovo confine lasciava in possesso dei Normanni buona parte del territorio ascolano a sud del Tronto e il concilio di Melfi (agosto 1059) ne sanzionava la legittimità concedendo ai Normanni «per investituram terras Beati Petri ... ab eis olim invasas», ma di fatto segnò l'inizio dell'alleanza organica, politico-ecclesiastica, tra papato e Normanni.
A partire dal 1066-67, periodo che per il cronista cassinese Leone segna l’ingresso «Normannorum in Marchiam», i Normanni, forti di tale stato di cose, si sentirono legittimati a violare codesta linea di confine e ad iniziare l'occupazione parziale di posizioni strategiche della Marca Fermana, per contrastare e assestare un colpo definitivo ai nemici Guarnerio e Goffredo, sino a che, nel 1080, a Ceprano, Gregorio VII non suggellò l'alleanza con Roberto il Guiscardo, concedendogli de facto la sovranità sui territori conquistati, seppure con una formula sospensiva:
«De illa autem terra quam iniuste tenes, sicut est Salernus et Amalfia et pars Marchiae Firmanae, nunc te patienter sustineo in confidentia Dei omnipotentis et tuae bonitatis, ut tu postea exinde ad honorem Dei et Sancti Petri ita te habeas, sicut et te agere et me suscipere decet sine periculo animae tuae et meae.»

#### Normanni in Sicilia

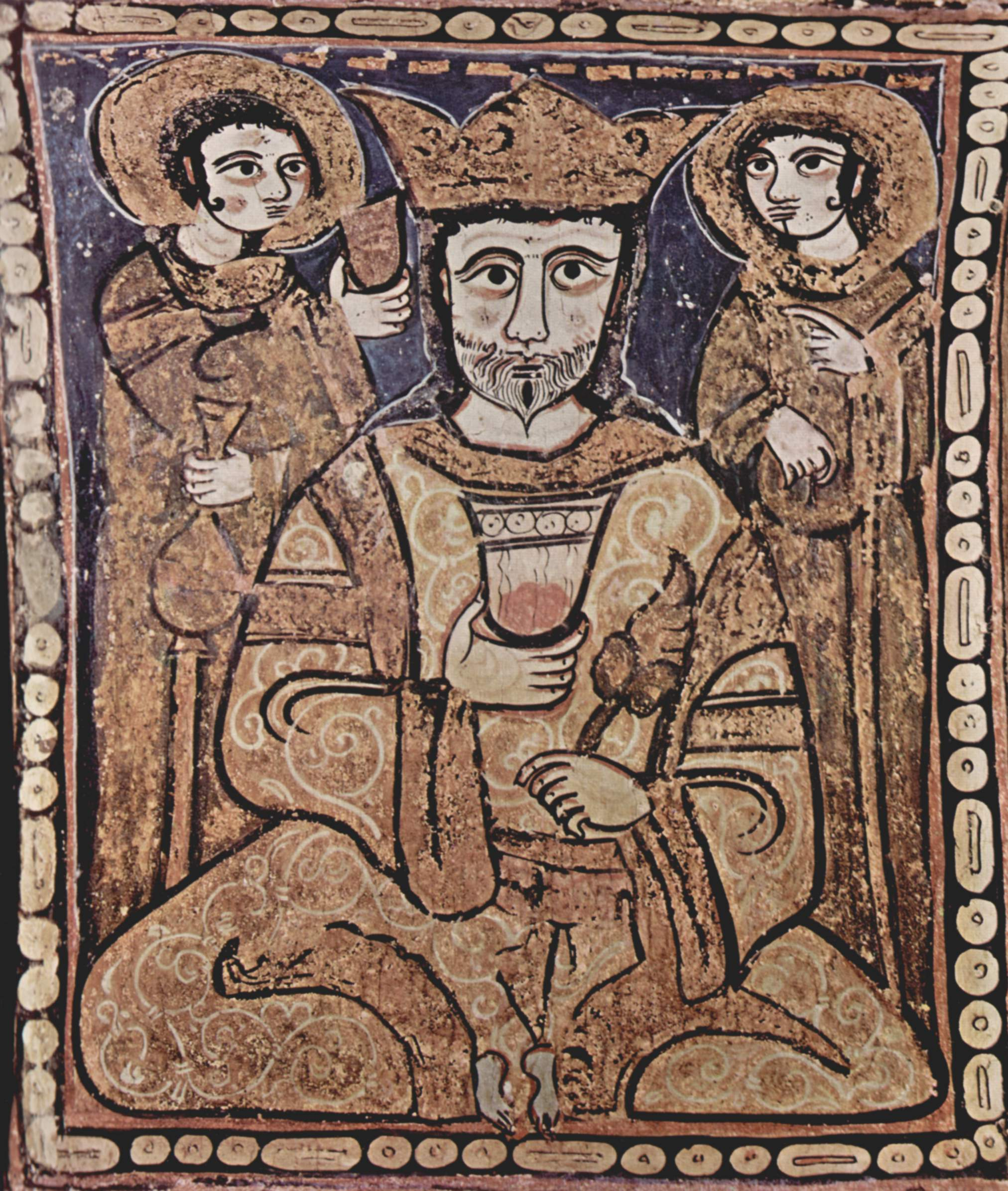
Pittura del soffitto ligneo della Cappella Palatina di Palazzo dei Normanni, Palermo

Alcuni gruppi di Normanni, guidati da Harald Hardrade di Norvegia, Guglielmo Braccio di Ferro (soprannome datogli per aver trafitto con la spada l'emiro di Siracusa) e Drogone d'Altavilla, agli ordini del generale bizantino Giorgio Maniace, nel 1040, contribuirono alla temporanea riconquista della città di Siracusa allora in possesso degli Arabi.
In seguito, nel 1061, Ruggero Bosso d'Altavilla, fratello di Roberto, alla testa di un folto gruppo di cavalieri, tra cui anche il conte Amico di Giovinazzo, sbarcò a Messina e invase l'isola (allora sotto dominio saraceno), riuscendo nel 1072 ad arrivare a Palermo (assedio di Palermo), che venne poi eletta capitale della Contea di Sicilia. Mentre Boemondo I d'Antiochia, figlio della prima moglie di Roberto, diventava verso la fine del 1088 sovrano del Principato di Taranto, Ruggero I conquistò nel 1091 l'ultima roccaforte araba in Sicilia, Noto, e nello stesso anno l'isola di Malta, anch'essa sotto il dominio arabo.

##### Il Regno di Sicilia

Possedimenti in Italia meridionale e in Africa 1154.

Gli succedette nel 1101 il figlio Ruggero II, con la reggenza fino al 1112 della madre Adelaide del Vasto. Ruggero II dopo aver conquistato l'Italia meridionale, creò il Regno di Sicilia: la notte di Natale del 1130 nella cattedrale di Palermo fu incoronato re di Sicilia e duca di Puglia e di Calabria. Ruggero II conquistò anche (a partire dal 1135) alcuni territori costieri della Tunisia e della Tripolitania, costituendo dei 
possedimenti normanni in Africa annessi al Regno di Sicilia; completò quindi il dominio normanno in Italia meridionale con la conquista del ducato di Napoli (1137); infine, con le Assise di Ariano (1140), conferì al suo Regno un'organizzazione feudale rigidamente gerarchica e strettamente legata alla persona del sovrano, con una struttura statale all'avanguardia ed efficiente per l'Europa medievale.
Seguirono i regni di Guglielmo I (1154 – 1166) e di Guglielmo II (1166 – 1189).
Quando Guglielmo il Buono morì (1189), non essendovi discendenti diretti, si pose il problema della successione. In punto di morte, Guglielmo avrebbe indicato la zia Costanza d'Altavilla come erede e obbligato i cavalieri a giurarle fedeltà. Una parte della corte, sperando anche nell'appoggio papale, simpatizzava invece per Tancredi conte di Lecce, che era riuscito a ottenere una certa stima come comandante militare ed era, per quanto illegittimo, figlio di Ruggero III, l'ultimo discendente maschio della famiglia Altavilla e fratello di Costanza. Nel novembre 1189, Tancredi fu incoronato a Palermo Re di Sicilia.
Quando nel 1191 Enrico VI di Svevia succedette al padre Federico Barbarossa sul trono imperiale, in virtù del suo matrimonio con Costanza d'Altavilla, figlia di Ruggero II, si accinse a conquistare il regno di Sicilia, ma fu sconfitto. L'impresa gli riuscì nel luglio del 1194 dopo la morte di Tancredi. Palermo fu conquistata agli inizi di dicembre e il 25 dicembre 1194 Enrico VI s'incoronò re di Sicilia. Il giorno seguente Costanza, in procinto di raggiungere la Sicilia dalla Germania, diede alla luce a Jesi Federico II. Con la morte di Costanza nel 1197 e l'ascesa al trono di Federico II terminò così la dinastia normanna in Italia meridionale, soppiantata dagli Hohenstaufen.

### Normanni in Terrasanta
Con Boemondo d'Altavilla, principe di Taranto e figlio di Roberto il Guiscardo, i normanni dell'Italia meridionale conquistarono nel 1098 anche la ricca città di Antiochia nel corso della prima crociata, e governando il Principato d'Antiochia fino al 1268.
I Normanni così crearono una sorta di variegato dominio che andava dall'Inghilterra, alla Sicilia, all'Africa, alla Terrasanta, privo di una qualsiasi unità familiare o istituzionale, ma figlio della medesima spinta espansiva del popolo scandinavo.

### Normanni in Spagna
In Spagna, dal XI al XII secolo, a partire dalle Asturie, un gran numero di Normanni parteciparono alla Reconquista. Il primo fu Ruggero di Tosny (morto nel 1040), detto "Le Mangeur de Maures" ("Il Mangiatore di Mori"), attivo in Catalogna intorno al 1020.
Nel 1064, il re di Aragona Sancho Ramírez, alleatosi al conte Ermengardo III di Urgell, e con l'aiuto di una banda di Normanni comandati da Guglielmo di Montreuil († circa 1068), riuscì a catturare la capitale della taifa di Saragozza, la città fortificata di Barbastro.
Nel 1129, il condottiero Roberto Burdet divenne Principe di Tarragona.

### Normanni in Nord Africa
Ruggero II di Sicilia conquistò anche (a partire dal 1135) alcuni territori costieri della Tunisia e della Tripolitania, sostenuto in parte dalla residua piccola comunità cristiano-bizantina ancora presente nel Nordafrica. Iniziò nel 1135 con occupare l'isola di Djerba (Gerba) seguite da una serie di conquiste sulla costa africana creando una sorta di "protettorato" siciliano. Nel 1146 il re siciliano approfittò delle dissensioni interne all'interno della Tripolitania per prendere con l'ammiraglio Giorgio d'Antiochia la città di Tripoli e la regione costiera della Sirte e nel 1148 al-Mahdiyya.
Negli ultimi anni Ruggero II annesse anche Bona in Algeria e occupò la cosiddetta Ifriqiya. I Siciliani persero nel 1156 Sfax ma riuscirono a mantenere le conquiste africane anche con Guglielmo I di Sicilia fino a circa il 1160 quando persero al-Mahdiyya.
Già in epoca precedente i Norreni avevano esplorato la costa africana settentrionale, da loro denominata Serkland (lett. "terra dei Saraceni"), limitandosi perlopiù a raid di saccheggio.
Diversi studi mostrano che abbiano raggiunto le Azzorre (da loro probabilmente chiamate "Auðareyjar") e che si siano insediati tra il 700 e 850 d.C. Per esempio uno studio del 2015 evidenzia le similarità del DNA mitocondriale tra i topi delle Azzorre e quelli della Scandinavia. Analoghi studi sui pollini e su tracce di feci ne rilevano la presenza sulle isole Azzorre tra il 1150 e il 1230.
Sempre in tale periodo vi sono indizi di insediamenti occasionali sulle coste occidentali dell'Africa.
Solo con Jean de Béthencourt, che nel 1402 conquistò Lanzarote, iniziò un'occupazione stabile del territorio delle Canarie. Nominato Re delle Isole Canarie nel 1404, i suoi possedimenti passarono al figlio che li mantenne fino al 1449-50 quando furono inclusi al Regno del Portogallo.